# Metoda wcięcia kątowego

Metoda wcięcia kątowego – wykorzystywana w archeologii metoda pomiarowa służąca do lokalizacji obiektów i zabytków ruchomych względem stałych punktów pomiarowych.

## Przyrządy geodezyjne
- Teodolit
- Niwelator
- Łata niwelacyjna
- Taśma miernicza
- Dalmierz
- Tyczka
- Szpilka geodezyjna
- Węgielnica pryzmatyczna